# The Madness
The Madness ist das zweite Studioalbum der US-amerikanischen Hard-Rock-Band Art of Anarchy. Das Album erschien am 24. März 2017 über Century Media.

## Entstehung
Nachdem Scott Weiland, der das selbstbetitelte Debütalbum der Band eingesungen hatte, im Dezember 2015 gestorben war, präsentierten Art of Anarchy im Mai 2016 den Creed-Sänger Scott Stapp als Weilands Nachfolger. Kurz darauf trafen sich die Musiker in der Wohnung des Gitarristen Jon Votta, um mit dem Songwriting für das zweite Album zu beginnen. Laut Stapp schrieb die Band acht der zehn Lieder während dieser Jamsession. Stapp brachte für das Album auch einige eigene Ideen mit ein, die er ursprünglich für ein weiteres Soloalbum zurückgelegt hatte. Sämtliche Texte wurden von Stapp geschrieben, der nach eigener Aussage von seinem Bandkollegen freie Hand über die Inhalte bekommen hatte. Produziert wurde das Album von Ron „Bumblefoot“ Thal. Für den Titelsong und Echo of a Scream wurden Musikvideos gedreht.

## Hintergrund
Sänger Scott Stapp verarbeitet in den Texten seine persönlichen Krisen der letzte drei Jahre. So hatte seine Frau zwischenzeitlich wegen Konsums von Crystal Meth, Amphetaminen und Steroiden die Scheidung eingereicht. Sie hat den Antrag mittlerweile zurückgezogen. Darüber hinaus wurde bei Scott Stapp eine bipolare Störung diagnostiziert, wegen der er in einer Psychiatrie behandelt wurde. Stapp bezeichnete das Album als Therapie.

„Als mich die Nachricht von Scott Weilands Tod erreichte, war mir klar, dass ich genauso gut an seiner Stelle hätte sein können. Es war, als ob Weiland und Gott mit ein letztes Warnsignal geben wollten, dass ich mein Leben auf die Reihe kriegen muss.“

Echo of a Scream handelt von einer Person, die an sich selbst zweifelt. Das Selbstvertrauen wäre verloren und die Person ist nur noch eine Hülle seiner selbst. Das Lied 1,000 Degrees ist laut Scott Stapp eine Betrachtung der Person, die er bei dem Ausbruch seiner persönlichen Krise war und wieder werden würde, wenn er seine Behandlung abbrechen würde. In No Surrender befasst Stapp die Momente im Leben, in denen man mit dem Rücken zur Wand steht und sich entscheiden muss, ob man von den Problemen erdrückt werden möchte oder gestärkt aus seinen Krisen herauskommen will.
Das Titellied würde ein Bild von Stapps Gedanken zeichnen, die er am Tiefpunkt seines Lebens mit sich trug. Changed Man bezieht sich auf ein Gespräch zwischen Scott Stapp und seiner Frau vor drei Jahren hatte, bevor er sich in eine Therapie begab. Stapp bezeichnete sich zum Zeitpunkt der Veröffentlichung des Albums als veränderten Mann. Die Inspiration für dieses Thema holte er sich nachdem die Musik für das Lied fertig war. In Afterburn blickt Stapp auf sein Leben zurück und nennt Dinge, die er rückblickend anders gemacht hätte.

## Rezeption
Laut Matthias Weckmann vom deutschen Magazin Metal Hammer „glänzt Sänger Scott Stapp bei seinem Comeback mit einer seiner bislang besten Gesangsleistungen“. Das Album „besteht aus zehn bockstarken Liedern, die sowohl emotional fesseln als auch zum Bangen einladen“, wofür Weckmann sechs von sieben Punkten vergab. Uwe „Buffo“ Schnädelbach von deutschen Magazin Rock Hard bezeichnete die Musik als „eingängig und radiokompatibel“. Das „illustre Quintett“ würde mit The Madness „die Scharte in Gestalt des lustlosen Debüts locker wieder auswetzen“ und bewertete das Album mit 8,5 von zehn Punkten. Kritischer zeigte sich DocRock vom Onlinemagazin Rock’n’Roll-Reporter, der das Album als „erschütternd belanglos“ bezeichnete. The Madness biete „langweiligen Amirock, der bei der Veröffentlichungsflut, die jede Woche über den geneigten Rockfan einbricht, keine Chance auf einen Recall hat“. DocRock bewertete das Album mit drei von sechs Punkten.